# Антони Галецки
Антони Галецки (пољ. Antoni Gałecki; 4. јун 1906 — 14. децембар 1958) био је пољски фудбалер који је играо на позицији одбрамбеног играча, а већи део каријере провео је у клубу Лођ. Такође је играо у репрезентацији Пољске током Олимпијских игара у Берлину 1936. и једине утакмице Пољске против Бразила на Светском првенству у фудбалу 1938.
Рођен у Лођу, Галецки се придружио ЛОКС-у 1922. године, а четири године касније постао је његов кључни дефанзивац. Галецки је представљао овај тим до 1939. године, учествујући у више од 400 утакмица. У многима од њих је био капитен тима.
За репрезентацију Пољске одиграо је 22 наступа. Дебитовао је против Чехословачке 27. октобра 1928. у Прагу.
Током Олимпијских игара у Берлину 1936. године, Галецки је био кључни одбрамбени играч пољског тима, учествовавши у свим утакмицама, победи од 3 : 0 над Мађарском, победи од 5 : 4 над Великом Британијом, поразу од Аустрије од 1 : 3 и поразу од Норвешке од 2 : 3, док је Пољска завршила на 4. месту.
Од 1937. до 1938. године, Галецки је играо у квалификационим утакмицама за Светско првенство 1938. године. У Варшави, Пољска је победила Југославију резултатом 4 : 0. У реваншу, у Београду, Пољаци су изгубили са 0 : 1, али се Пољска квалификовала захваљујући голу предности. Галецки је представљао Пољску на легендарној утакмици Светског првенства против Бразила 5. јуна 1938. у Стразбуру, у Француској. Пољаци су изгубили са 5 : 6, али се та утакмица до данас сматра једном од најбољих представа пољске репрезентације.
Позван на активну војну дужност у августу 1939. године, Галецки се борио у кампањи у септембру 1939. године . Био је заробљен у логору за ратне заробљенике у Јегру, у Мађарској, али је успео да побегне преко Југославије и Грчке и стигне до Палестине, где је постао војник Другог пољског корпуса. Галецки се борио код Тобрука и Монте Касина. После рата, Галецки се вратио у свој родни град 1947. године.
Умро је у Лођу.